# Pusionella rapulum
Pusionella rapulum is een slakkensoort uit de familie van de Clavatulidae. De wetenschappelijke naam van de soort is voor het eerst geldig gepubliceerd in 1884 door Tryon.